# 31387 Lehoucq
31387 Lehoucq este o planetă minoră (asteroid), cu un diametru de 3,456 km, din centura de asteroizi. A fost descoperită pe 16 decembrie 1998 la centre de recherches en géodynamique et astrométrie⁠(d) de OCA-DLR Asteroid Survey⁠(d). 
Obiectul prezintă o orbită caracterizată de o semiaxă mare de 2,2053976 UAi, o excentricitate de 0,05, o înclinație de 4,43107 ° în raport cu ecliptica.